# Carlos García Adanero
Carlos García Adanero (Talavera de la Reina, Toledo, 7 de febrero de 1967) es un jurista y político español que militó en Unión del Pueblo Navarro desde 1986 hasta febrero de 2022 y, por consiguiente, fue miembro de la coalición Navarra Suma y diputado por Navarra en las XIII y XIV legislaturas. Anteriormente fue parlamentario foral y concejal del Ayuntamiento de Barañáin. Concurrió a las Elecciones Municipales del 28 de mayo de 2023 encabezando la lista presentada por el Partido Popular para la elección de concejales del Ayuntamiento de Pamplona. Concurrió a las Elecciones Generales del 23 de julio de 2023 en el decimosexto puesto de la lista presentada por el Partido Popular para la elección de diputados por la circunscripción de Madrid. Dado que el trigésimo séptimo, y último, escaño de dicha circunscripción le correspondía ocuparlo, conforme a los resultados oficiales, al ocupante del decimosexto puesto de la lista del Partido Popular, al haber sido esta votada por 1.463.183 personas censadas en Madrid, en detrimento del ocupante del undécimo puesto de la lista del Partido Socialista Obrero Española, al haber sido esta votada por 1.004.599 personas residentes en Madrid, Carlos García Adanero fue proclamado electo, jurando su cargo en el Congreso de los Diputados durante la primera sesión de la Legislatura XV de las Cortes Generales españolas.

## Biografía
Se licenció en Derecho en la Universidad de Navarra. En 1987, con 19 años, se afilió a UPN formando parte de Juventudes Navarras. Fue elegido concejal en el Ayuntamiento de Barañáin en la legislatura de 1991-1995, y desde 1991 forma parte del grupo parlamentario del partido regionalista UPN.
En 2004 fue elegido portavoz del grupo parlamentario, cargo en el que fue ratificado en 2007 y en 2011 cesando en octubre de 2015.
El 19 de abril de 2009, durante el VIII Congreso de UPN, fue elegido secretario general, desempeñando el cargo entre 2009 y 2013.
Tras los comicios de 2015 fue elegido de nuevo parlamentario foral de la IX legislatura y designado portavoz adjunto del grupo parlamentario.
El 17 de marzo de 2019 obtuvo 453 votos durante las primarias celebradas por UPN, siendo propuesto, junto a Sergio Sayas, como candidato a encabezar la lista que presentaría la coalición Navarra Suma al Congreso de los Diputados en las elecciones celebradas el 28 de abril de ese mismo año.
El 5 de febrero de 2022 fue suspendido de militancia por dos años y seis meses de la Unión del Pueblo Navarro junto con el otro diputado de la coalición Navarra Suma, Sergio Sayas, por romper la disciplina de voto de su partido, que llegó a un acuerdo con el PSOE para apoyar la nueva Reforma Laboral. Estas dos suspensiones fueron apoyadas por el 80% del consejo político de UPN compuesto por 232 representantes. El 1 de marzo de 2022 se hizo efectiva dicha sanción y UPN acordó suspenderle temporalmente de militancia. Desde entonces forma parte del Grupo Mixto como diputado no adscrito.
El 20 de enero de 2023 se anunció su candidatura a la alcaldía de Pamplona dentro de las listas del Partido Popular, con el que colaboraba desde su salida de Unión del Pueblo Navarro.
El 17 de agosto de 2023, coincidiendo con su incorporación al Grupo Popular del Congreso de los Diputados, se anunció que el Tribunal Supremo iba a pronunciarse sobre la posibilidad de reabrir el recuento de votos emitidos, por personas censadas en la circunscripción de Madrid, en las elecciones generales del 23 de julio de 2023, para aceptar como válidos algunos de los votos categorizados inicialmente como nulos, teniendo él, consiguientemente, que personarse ante dicho Tribunal para oponerse a la reapertura. Y aunque el Tribunal Supremo le dio la razón, estimando que no procedía ponerse a revisar papeletas ya contabilizadas como votos no válidos, tuvo que personarse luego, también como afectado, ante el Tribunal Constitucional por el mismo motivo. Finalmente, el Tribunal Constitucional le dio también la razón.